# Gilberto Aceves Navarro
Gilberto Horacio Aceves Navarro, né le 24 septembre 1931 à Mexico et mort le 20 octobre 2019 dans la même ville, est un peintre et sculpteur mexicain.

## Galerie

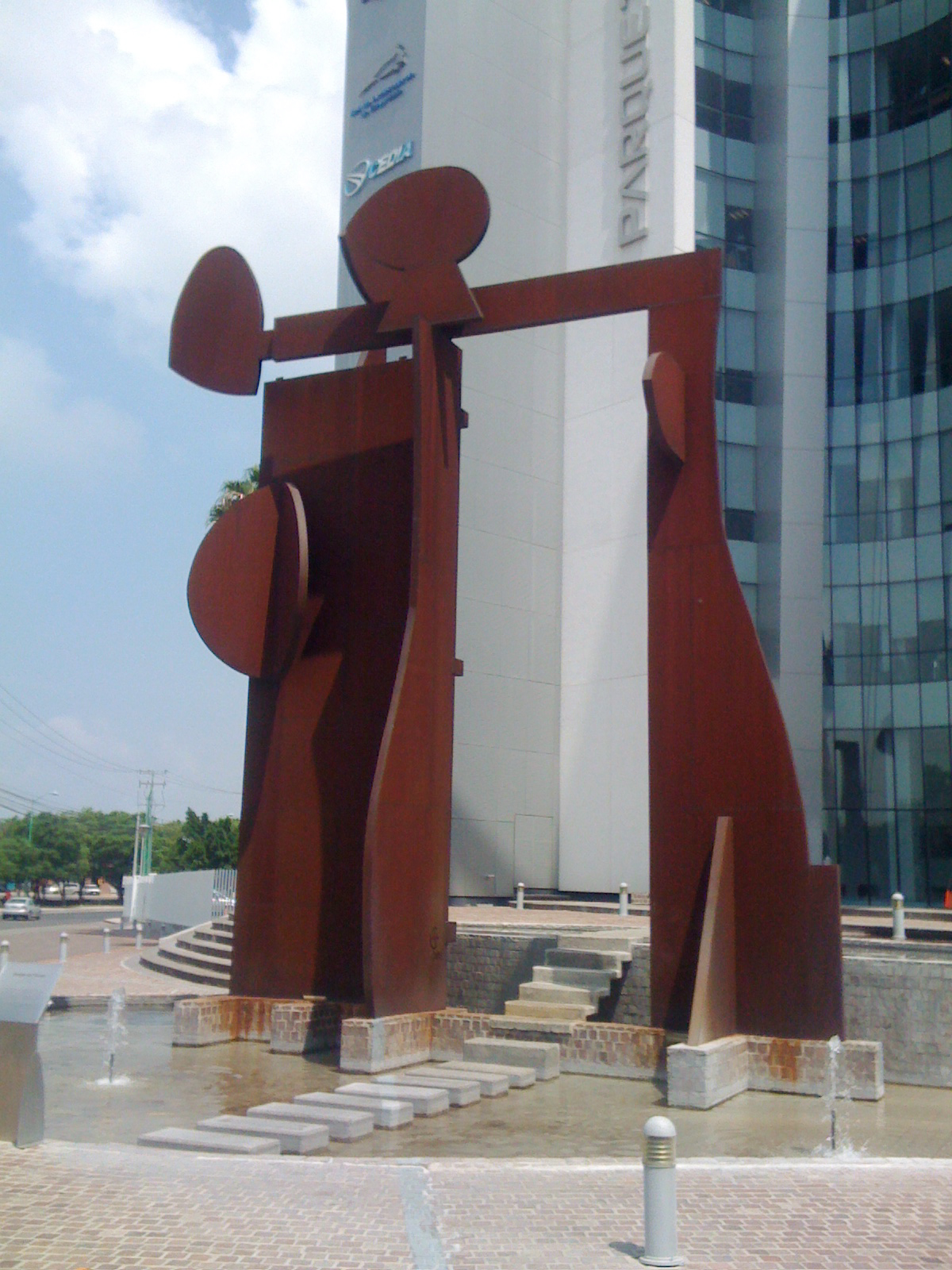
Sentido del Tiempo à Santiago de Querétaro.